# Фуэнте-де-Пьедра (озеро)
Фуэнте-де-Пьедра (исп. Laguna de Fuente de Piedra) — солёное озеро на юге Испании в провинции Малага. Озеро имеет размер 6,8 на 2,5 километра, вытянуто с северо-востока на юго-запад. Площадь водного зеркала — 13 км² (по другим данным — 13,5 км²). Площадь водосборного бассейна — 153 км². Периметр равен 18 км.
Расположено в 75 километрах от города Малага между городами Антекера, Мольина, Кампильос и Ла-Рода-де-Андалусия на высоте 409 метров над уровнем моря. Относится к бассейну реки Гуадальорсе, связано с ней пересыхающим водотоком.
В озеро впадают ручьи Сантильян (с севера), Умильядеро (с востока), Ареналес и Мари-Фернандес (оба — с запада), в сумме приносящие от 6 до 8 кубических гектаметров воды в год.
С 1983 года является рамсарским угодьем. В 1984 году озеро было объявлено заповедником.
26 апреля 2023 года впервые зарегистрировано полное пересыхание озера, вызванное аномальной жарой.

## Фауна
На озере обитают популяции чайконосой крачки, морского зуйка, серого журавля и обыкновенного фламинго.

## Климат
Среднегодовое количество осадков в бассейне озера — 462,8 мм. Среднегодовая температура — 17 °C, средняя температура января 9,6 °C, августа — 26,2 °C.